# Kirsten Butzke

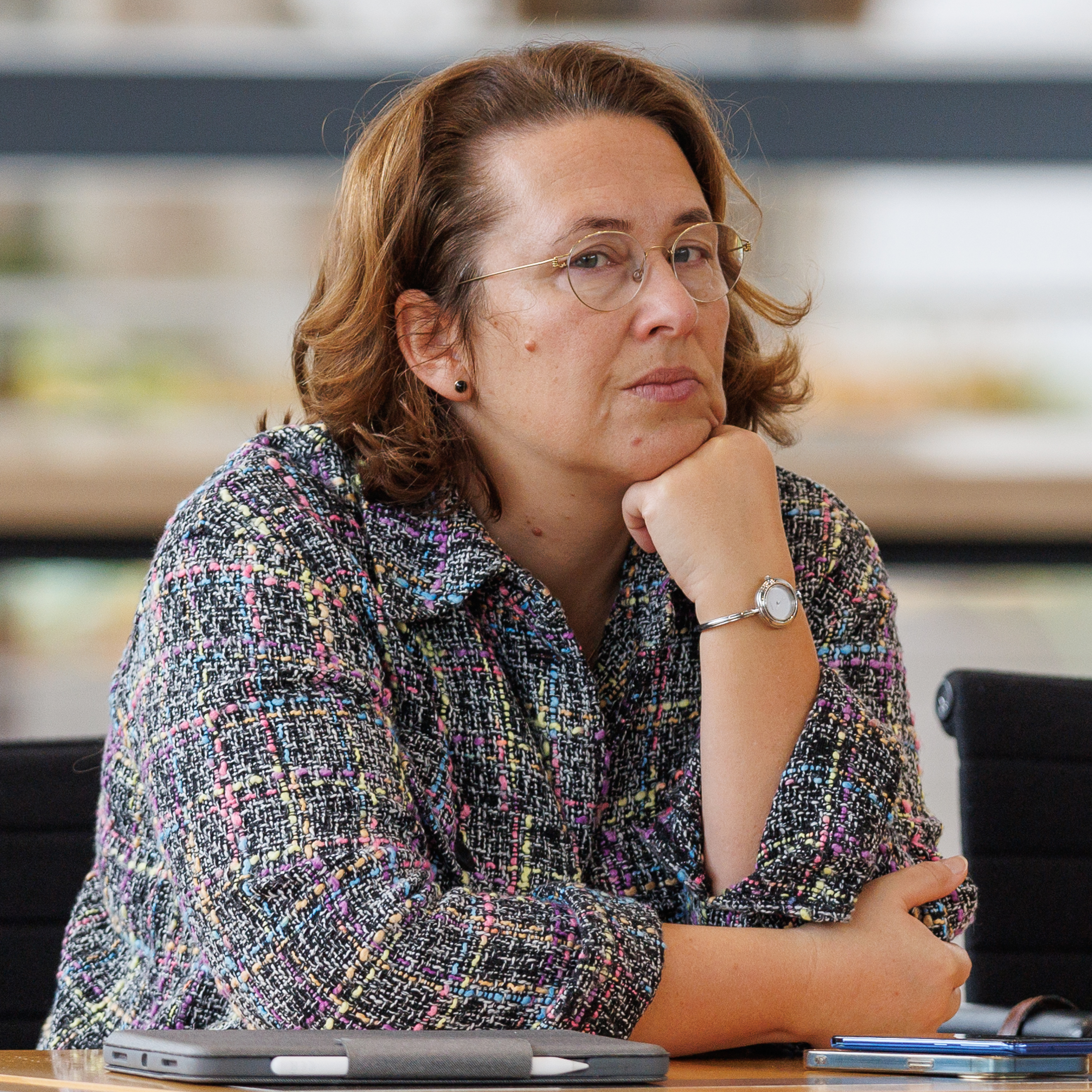
Butzke (2024)

Kirsten Butzke (* 1974 in Weimar) ist eine deutsche Verwaltungsjuristin. Sie ist seit 2022 Präsidentin des Thüringer Rechnungshofes.

## Leben

### Ausbildung
Butzke besuchte das Staatliche Gymnasium Bad Berka und erreichte dort 1993 die Allgemeine Hochschulreife. Anschließend studierte sie von Oktober 1993 bis März 1998 Rechtswissenschaften an der Friedrich-Schiller-Universität Jena und legte das Erste Staatsexamen ab. Danach war sie von September 1998 bis März 2001 wissenschaftliche Mitarbeiterin am Lehrstuhl für Staats- und Verwaltungsrecht, Europarecht und Öffentliches Wirtschafts- und Umweltrecht bei Professor Peter M. Huber an der Universität Jena. Im Anschluss war sie von April 2001 bis Mai 2003 Rechtsreferendarin am Landgericht Coburg, Oberlandesgerichtsbezirk Bamberg, davon vier Monate Wahlstation beim Europäischen Parlament in Brüssel und Straßburg, und legte das Zweite Staatsexamen ab.
Sie nahm am 13. Führungskräftekolleg der Deutschen Universität für Verwaltungswissenschaften Speyer von 2018 bis 2019 (12 Wochen) teil.

### Laufbahn
Kirsten Butzke trat im Februar 2004 als Referentin in den Dienst des Freistaates Thüringen und war dort bis Juni 2009 als Referentin im Thüringer Ministerium für Wissenschaft, Forschung und Kunst bzw. im Thüringer Kultusministerium in der Abteilung Wissenschaft, Hochschule, Forschung tätig und dort für Hochschulpolitik, -planung und -steuerung einschließlich neuer Steuerungsinstrumente, Hochschulrecht, Hochschulzulassungs- und Kapazitätsrecht, Aufsicht und Betreuung von Hochschulen zuständig. 
Anschließend wechselte sie im Juli 2009 als Leiterin des Referats Wissenschaft, Forschung, Kultus, Bildung, Gesundheit und Universitätsklinikum zum Thüringer Rechnungshof, wo sie ab Dezember 2015 zudem die stellvertretende Abteilungsleitung übernahm. Dort war sie von Dezember 2014 bis August 2015 Mitglied der Abteilung IV mit den Bereichen Hochschulen, Wissenschaft, Forschung, Kunst und Kultur, Schulen, Personalausgaben, Inneres, Justiz, Steuern und Allgemeine Finanzverwaltung. Butzke war dann von März 2018 bis Januar 2022 Direktorin beim Thüringer Rechnungshof und Leiterin der Abteilung 4 mit Zuständigkeiten für Kultus, Wissenschaft, Hochschulmedizin und Gesundheit, Kultur, Justiz, Inneres sowie das Personal des Landes. Zudem ist sie Vorsitzende des Arbeitskreises „Schulen“ der Rechnungshöfe der Länder unter Beteiligung des Bundesrechnungshofes und des Rechnungshofs der Republik Österreich.
Am 16. Dezember 2021 wählte der Thüringer Landtag Kirsten Butzke zur Präsidentin des Thüringer Rechnungshofes auf Vorschlag der Fraktionen Die Linke, CDU, SPD, Bündnis 90/Die Grünen und der parlamentarischen Gruppe FDP. Sie trat das Amt mit Wirkung vom 1. Februar 2022 an und folgte damit auf Sebastian Dette, welcher zuvor in den Ruhestand eingetreten war.